# Lijst van personen geboren in Detroit (Michigan)
Dit is een chronologische lijst van personen geboren in Detroit (Michigan).

## Geboren in Detroit

### 1800–1899

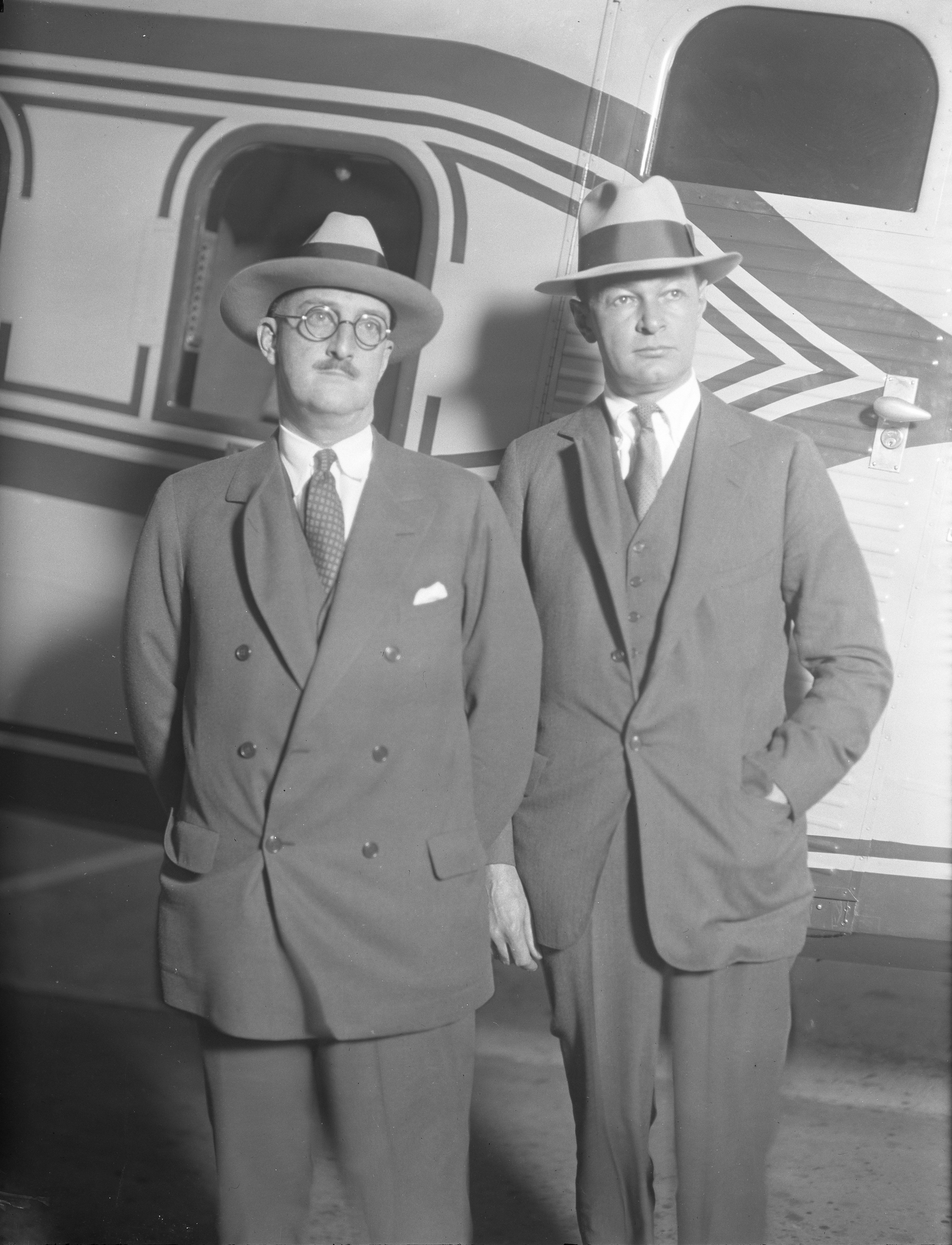
Luchtvaartpionier William Edward Boeing (links) (1881-1956) samen met Frederick B. Rentschler (rechts)

- Orlando B. Willcox (1823-1907), beroepsofficier en Noordelijke generaal tijdens de Amerikaanse Burgeroorlog
- Gari Melchers (1860–1932), kunstschilder
- William Edward Boeing (1881–1956), luchtvaartpionier
- Avery Brundage (1887-1975), atleet en sportbestuurder
- Ralph Craig (1889-1972), atleet

### 1900–1909

Luchtvaartpionier Charles Lindbergh (1902–1974)

- Charles Lindbergh (1902-1974), luchtvaartpionier
- Chet Miller (1902–1953), Formule 1-coureur
- Ralph Bunche (1903-1971), diplomaat en Nobelprijswinnaar (1950)
- Nelson Algren (1909–1981), schrijver

### 1910–1919
- Roger L. Stevens (1910-1998), theaterproducent
- Herb Jeffries (1913-2014), (jazz)zanger en filmacteur
- John Mitchell (1913–1988), minister van Justitie
- Harry Morgan (1915-2011), filmacteur
- Herbert Stein (1916–1999), econoom
- Clyde Cowan (1919–1974), natuurkundige

### 1920–1929

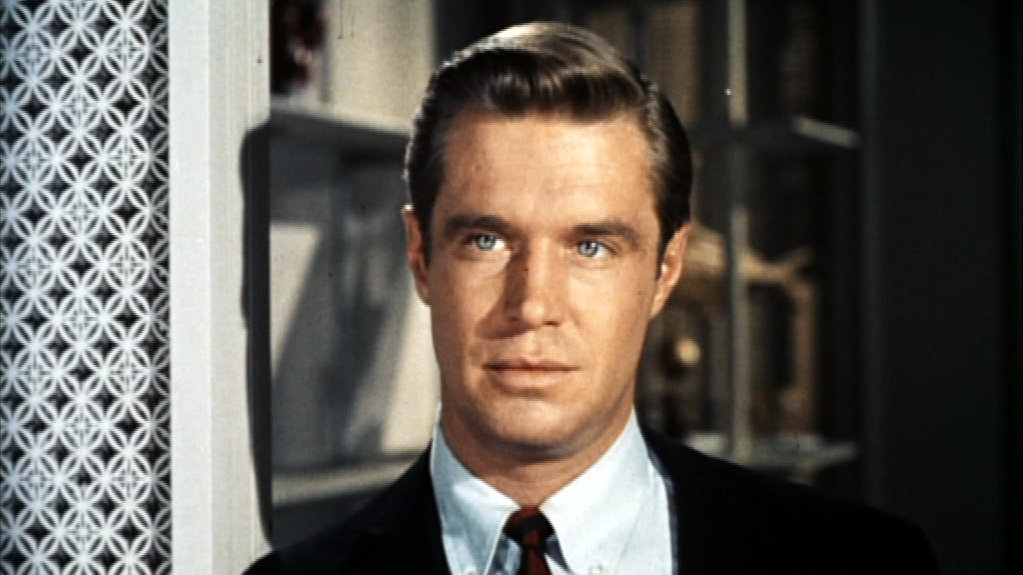
Acteur George Peppard (1928-1994)

- Richard Quine (1920–1989), filmregisseur en acteur
- Art Clokey (1921-2010), pionier op het gebied van klei-animatie
- Kim Hunter (1922-2002), actrice
- Leon Gordenker (1923-2020), hoogleraar en auteur (overleden in Nederland)
- Milt Jackson (1923–1999), jazz-vibrafonist
- Jeffrey Stone (1923-2012), acteur
- Mary Kaye (1924-2007), gitariste en performer
- Isadore Singer (1924-2021), hoogleraar wiskunde
- John DeLorean (1925-2005), ingenieur en autofabrikant
- Frank Isola (1925-2004), jazzdrummer
- Elaine Stritch (1925–2014), actrice
- Roger Corman (1926-2024), filmregisseur en -producent
- Tim LaHaye (1926–2016), predikant, spreker en schrijver van christelijke boeken
- Hank Ballard (1927–2003), zanger
- Barbara Dane (1927-2024), zangeres
- Ray Johnson (1927-1995), beeldend kunstenaar
- Natalie Zemon Davis (1928-2023), historica
- Sheila Jordan (1928-2025), jazzzangeres
- George Peppard (1928-1994), acteur, vooral bekend om zijn rol van Hannibal Smith in The A-Team
- Berry Gordy (1929), producent en oprichter van het Motown-platenlabel
- Beverly LaHaye (1929-2024), schrijfster

### 1930–1939

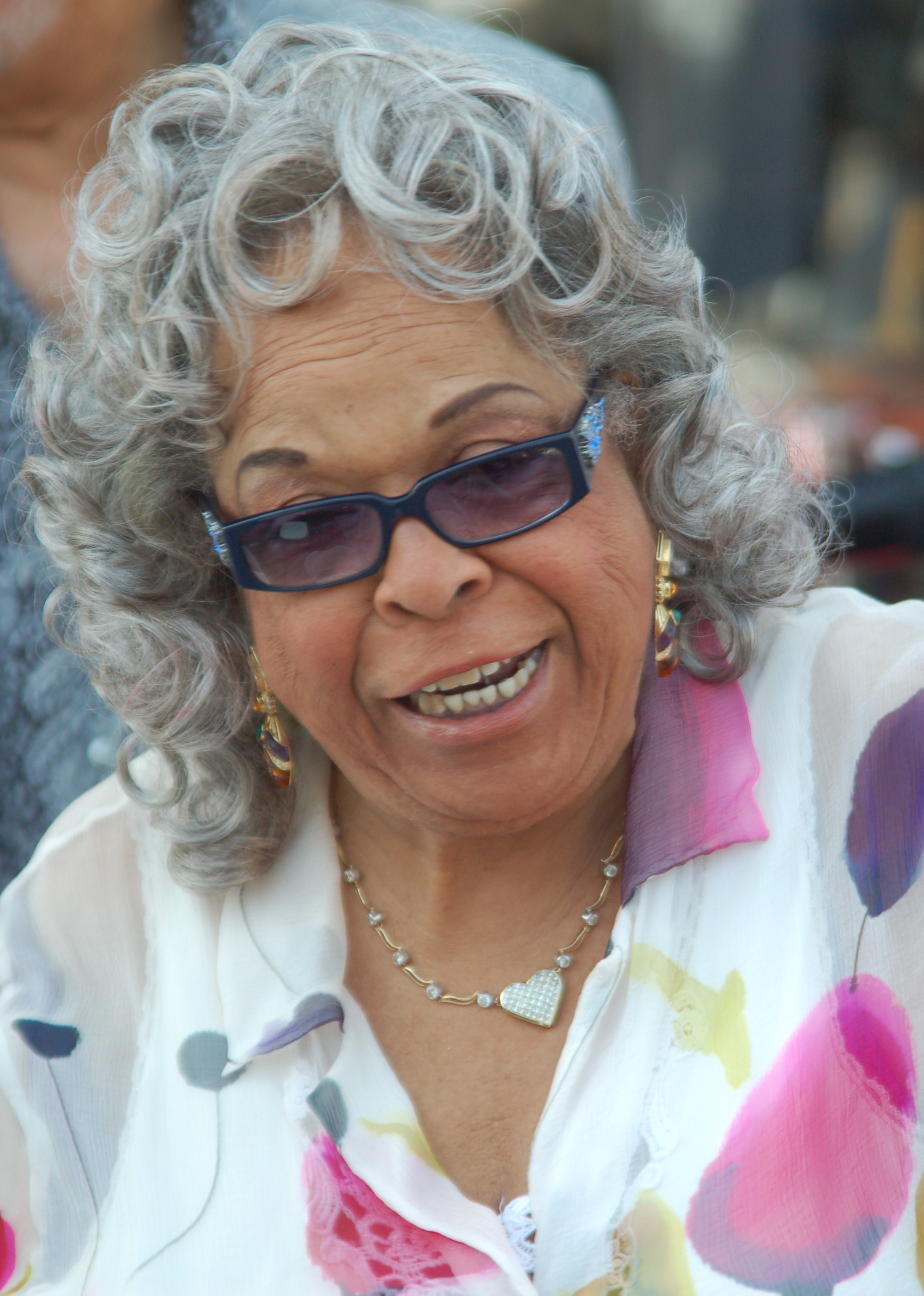
Actrice en zangeres Della Reese (1931-2017)

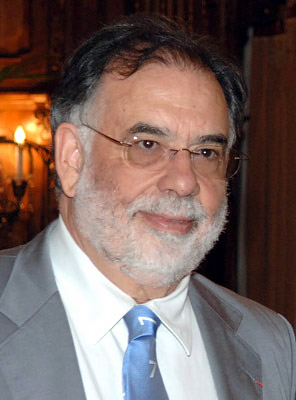
Filmregisseur Francis Ford Coppola (1939)

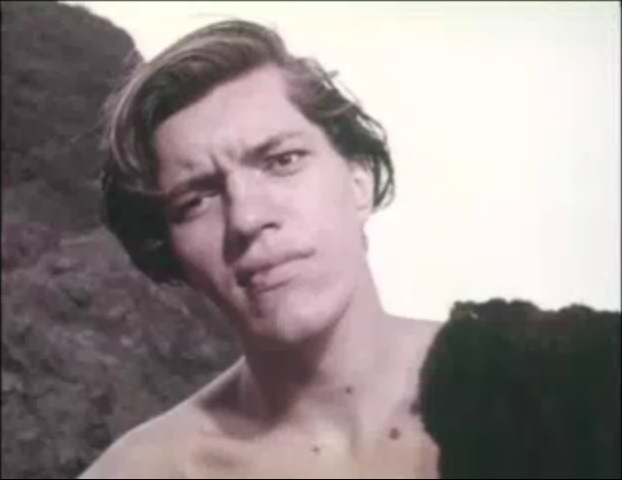
Acteur Richard Kiel (1939-2014)

- Tommy Flanagan (1930–2001), jazzpianist
- Clarke Scholes (1930–2010), zwemmer
- Robert Wagner (1930), acteur
- Kenny Burrell (1931), jazzgitarist
- Martin Milner (1931-2015), acteur
- Della Reese (1931-2017), actrice en zangeres
- Ellen Burstyn (1932), actrice
- Donald Byrd (1932–2013), jazztrompettist
- Roland Hanna (1932–2002), jazzpianist en -componist
- Piper Laurie (1932-2023), actrice
- Oliver Jackson (1933–1994), jazzdrummer
- Tom Skerritt (1933), acteur
- Uriel Jones (1934–2009), muzikant
- Carl Levin (1934), politicus
- Jackie Wilson (1934-1984), zanger
- Sonny Bono (1935–1998), muziekproducer, zanger, acteur, en politicus
- Seymour Cassel (1935-2019), acteur
- Abdul "Duke" Fakir (1935-2024), zanger (Four Tops)
- Levi Stubbs (1936-2008), leadzanger (Four Tops)
- Alice Coltrane (1937–2007), jazzpianiste, -organiste, -harpiste en -componiste
- Merwin Goldsmith (1937-2019), acteur
- George Steele (1937-2017), worstelaar, schrijver en acteur
- Marlo Thomas (1937), actrice en filmproducente
- Lawrence Payton (1938-1997), zanger (Four Tops)
- Dave Pike (1938–2015), jazz-vibrafonist
- Ronnie White (1939-1995), soulzanger (van The Miracles)
- Francis Ford Coppola (1939), filmregisseur, filmproducent, scenarioschrijver en wijnboer
- Freddie Gorman (1939-2006), zanger (The Originals)
- Richard Kiel (1939-2014), acteur
- Eddie Holland (1939), artiest en liedjesschrijver
- Kim Weston (1939), zangeres
- Lily Tomlin (1939), actrice, komiek, producente en schrijfster

### 1940–1949
- Bennie Maupin (1940), jazzmusicus

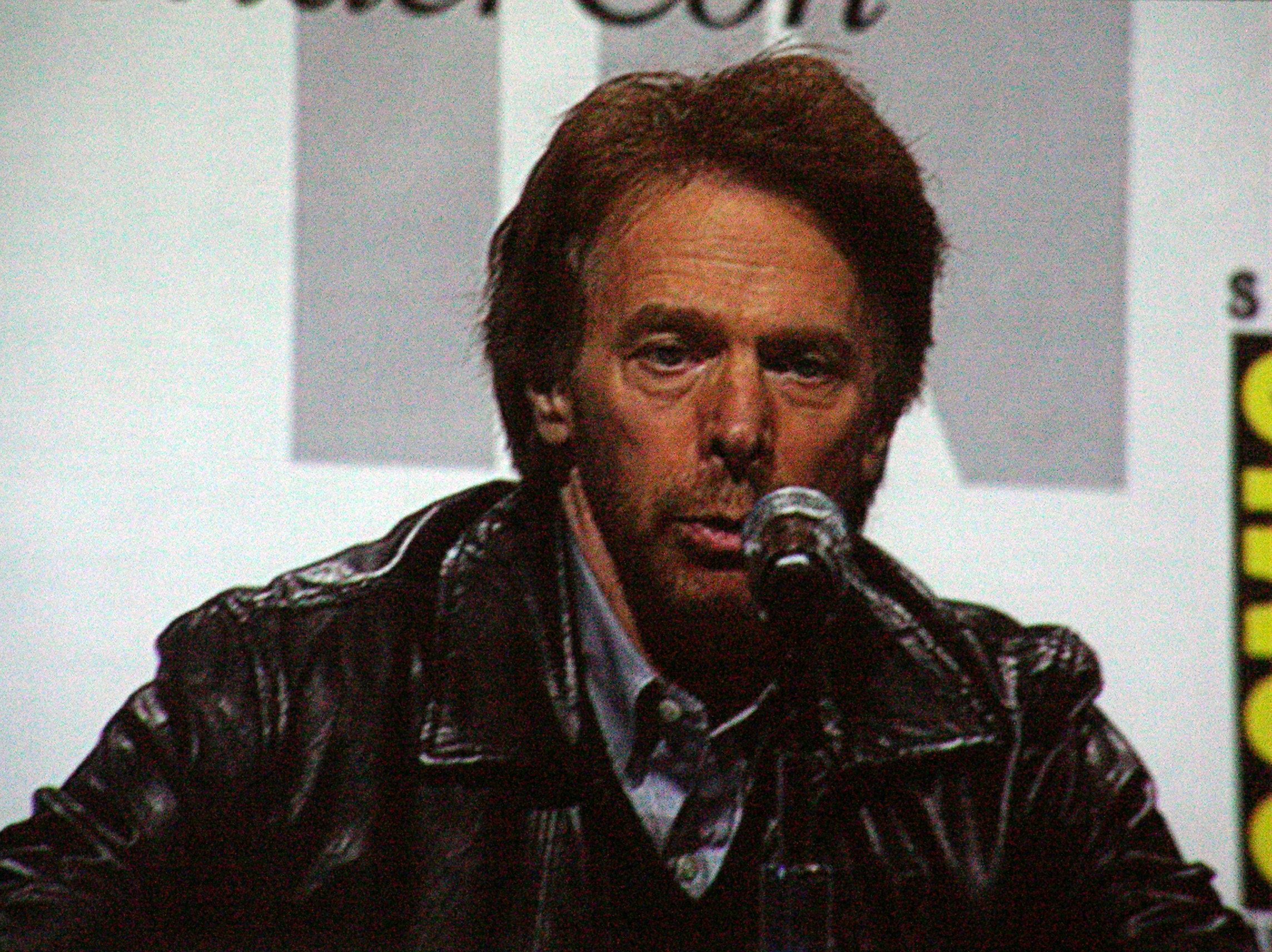
TV- en filmproducent Jerry Bruckheimer (1943)

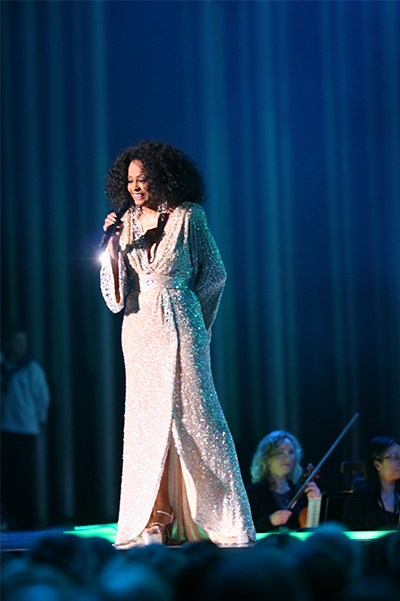
Zangeres Diana Ross (1944)

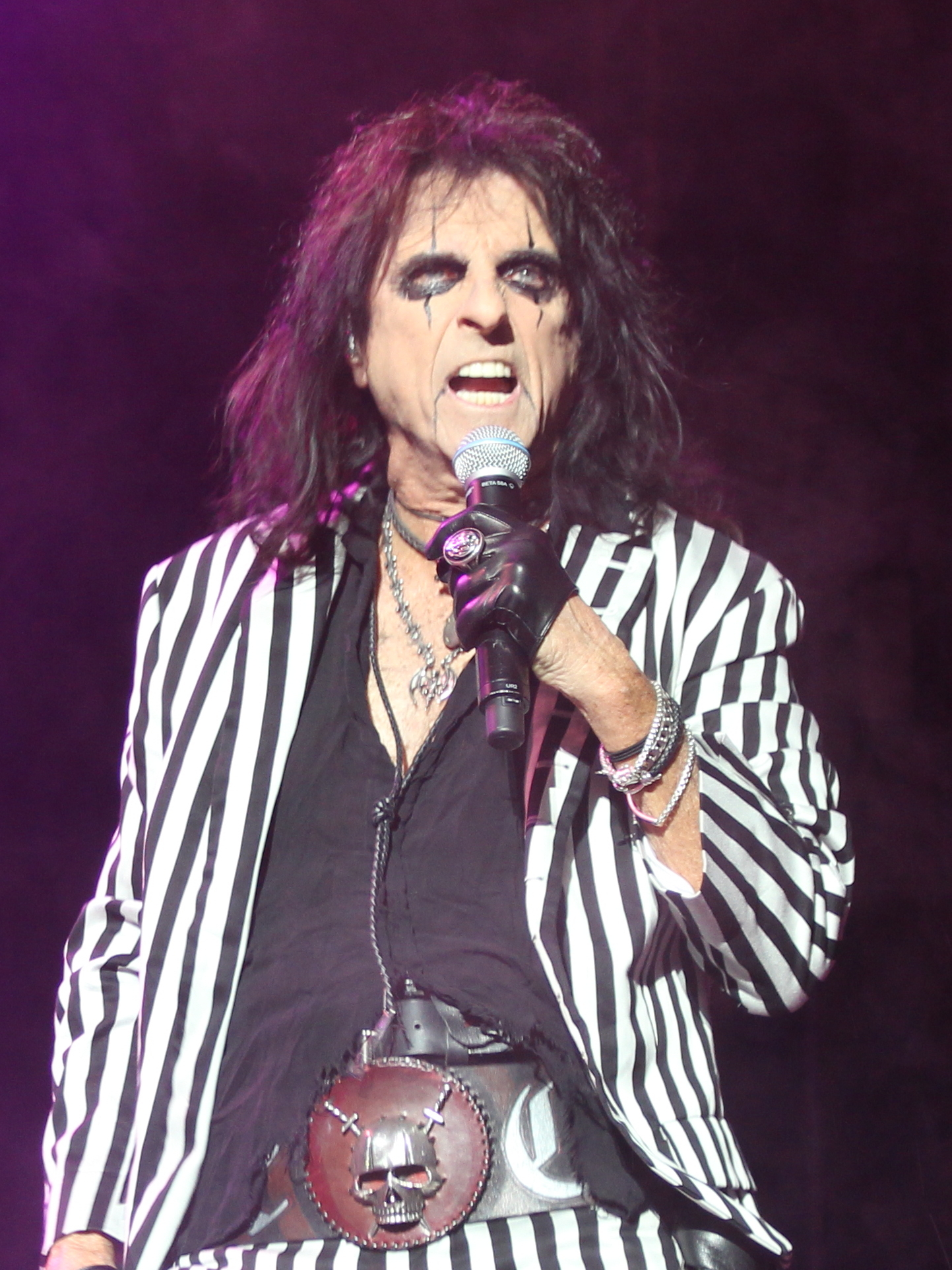
Zanger Alice Cooper (1948)

- Smokey Robinson (1940), zanger (The Miracles) en producent
- Brian Holland (1941), componist
- Lamont Dozier (1941-2022), artiest en componist
- Michael Moriarty (1941), acteur
- Barbara Randolph (1942-2002), zangeres en actrice
- Henry Carr (1942-2015), sprinter
- Sixto Rodriguez (1942-2023), folkmuzikant
- Richard Street (1942-2013), soulzanger
- Barbara Tarbuck (1942-2016), actrice
- Rosalind Ashford (1943), zangeres (Martha & The Vandellas)
- Florence Ballard (1943-1976), zangeres (The Supremes)
- Jerry Bruckheimer (1943), televisie- en filmproducent
- Lin Shaye (1943), actrice
- Mary Wells (1943-1992), zangeres
- Max Wright (1943-2019), acteur
- Gregory Jarvis (1944–1986), astronaut
- Diana Ross (1944), zangeres (onder meer The Supremes)
- Scherrie Payne (1944), zangeres (onder meer The Supremes)
- Donna Caponi (1945), golfprofessional
- Tom Selleck (1945), acteur en filmproducent
- JD Souther (1945-2024), singer-songwriter
- Maureen Anderman (1946), actrice
- Gilda Radner (1946–1989), actrice en comédienne
- Robert Shiller (1946), econoom, auteur en Nobelprijswinnaar (2013)
- Mitt Romney (1947), senator voor Utah en gouverneur van Massachusetts
- Alice Cooper (1948), zanger
- Glenn Frey (1948–2016), rockmusicus, acteur, zanger en gitarist
- Russ Hamilton (1948), pokerspeler
- Wayne Kramer (1948-2024), gitarist, zanger, songwriter en maker van filmmuziek
- Sgt. Slaughter (1948), worstelaar
- Colonel Abrams (1949–2016), zanger
- Lene Lovich (1949), zangeres en saxofoniste

### 1950–1959

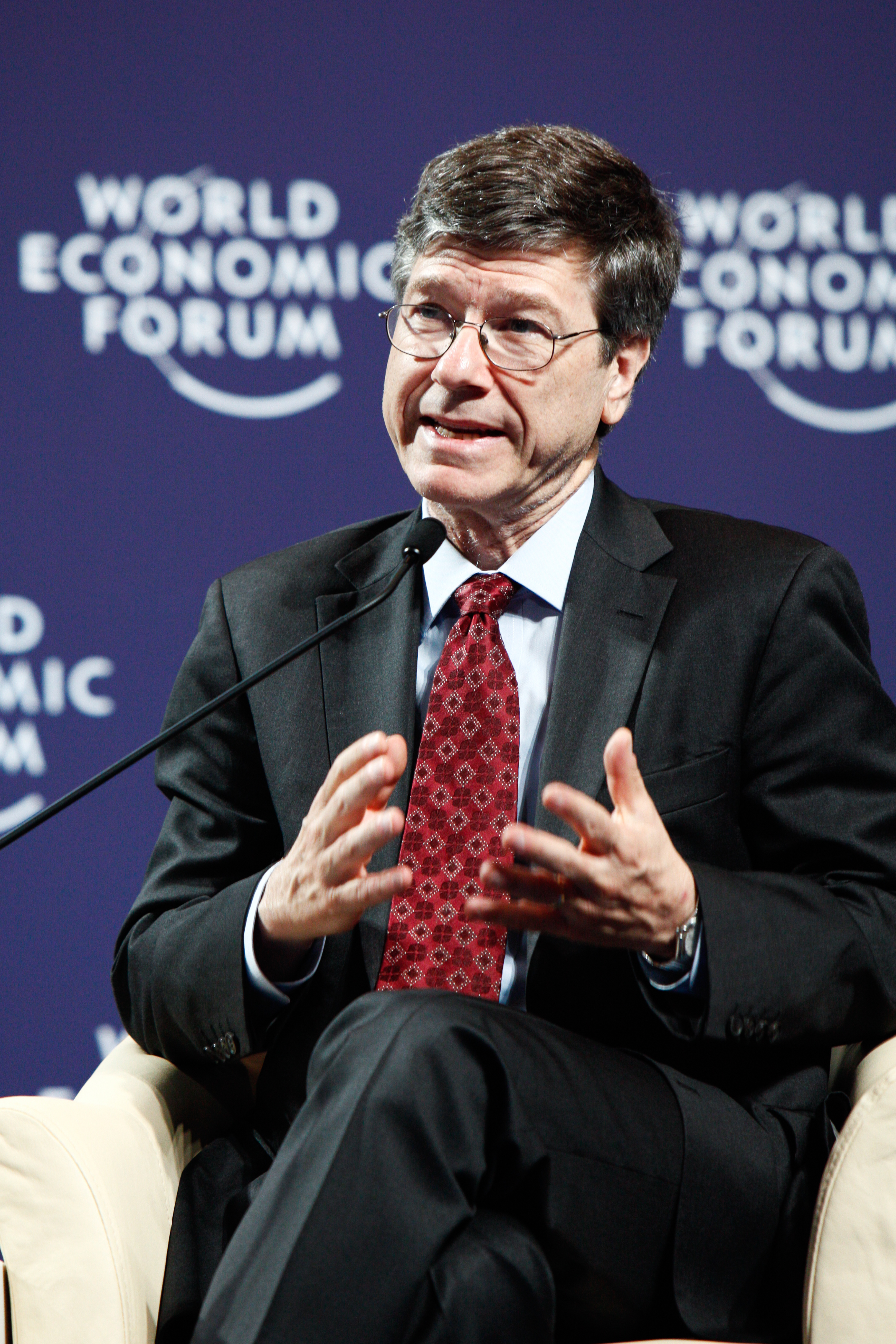
Econoom Jeffrey Sachs (1954)

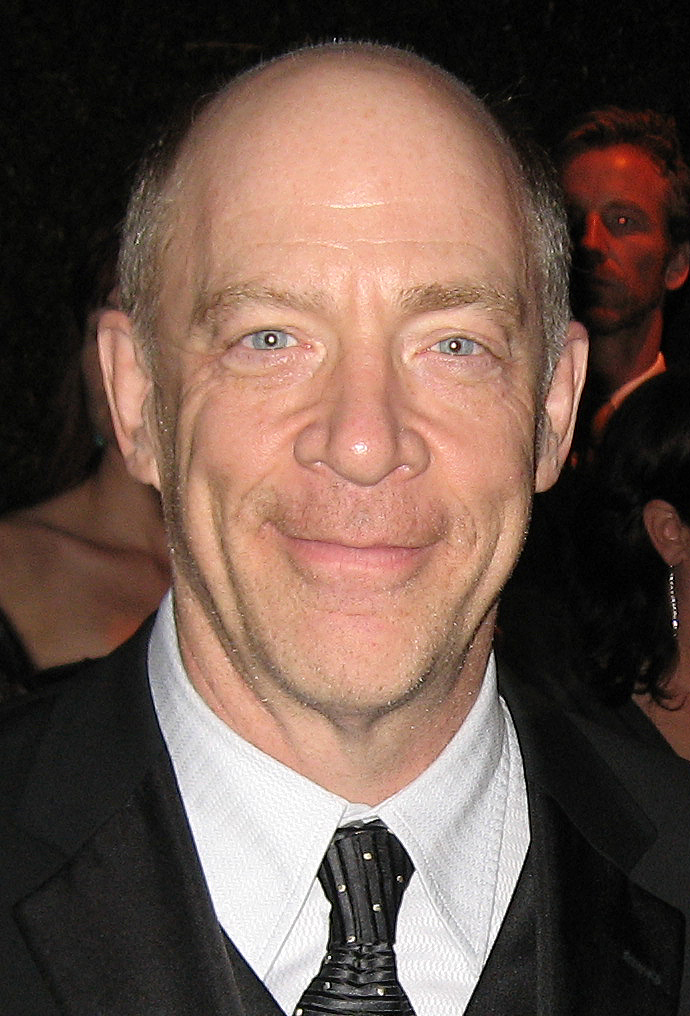
Acteur J.K. Simmons (1955)

- Jango Edwards (1950-2023), clown en entertainer
- Maria Ewing (1950-2022), operazangeres
- Lynne Moody (1950), actrice
- Suzi Quatro (1950), zangeres (glamrock), basgitariste, radiopersoonlijkheid en actrice
- Billy West (1950), stemacteur
- Bob Black (1951), anarchist en jurist
- Ben Carson (1951), neurochirurg, schrijver en politicus
- David Patrick Kelly (1951), acteur, muzikant en componist
- George Gervin (1952), basketballer
- Kim Kashkashian (1952), altvioliste
- S. Epatha Merkerson (1952), actrice
- Joseph William Tobin (1952), kardinaal van de Rooms-Katholieke Kerk
- Don Was (1952), bassist en producer
- Debbie Dingell (1953), politica
- Chuck Deely (1954-2017), in Nederland actief straatmuzikant
- Lonette McKee (1954), actrice, zangeres, songwriter, muziekproducente, filmproducente, scenarioschrijfster en filmregisseuse
- Jeffrey Sachs (1954), econoom
- Eric Bischoff (1955), voormalig voorzitter van de vroegere worstelfederatie World Championship Wrestling
- David Alan Grier (1955), acteur, filmproducent, scenarioschrijver en komiek
- Michael Netzer (1955), striptekenaar en filosoof
- Geoffrey A. Landis (1955), sciencefictionauteur
- J.K. Simmons (1955), acteur
- Steve Ballmer (1956), zakenman
- Bob Birch (1956–2012), basgitarist
- Vondie Curtis-Hall (1956), acteur, filmregisseur en scenarioschrijver
- Rob Paulsen (1956), stemacteur
- Dianne Reeves (1956), jazzzangeres
- John Grogan (1957), schrijver en journalist
- Amp Fiddler (1958-2023), keyboardspeler, zanger, liedjesschrijver en producer
- Kevin Nash (1959), acteur en worstelaar

### 1960–1969

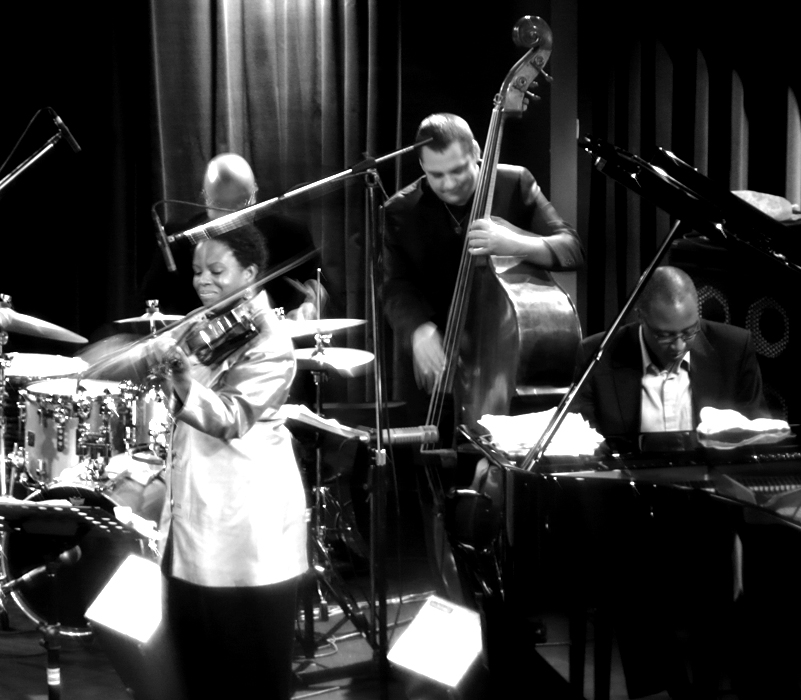
Jazzvioliste Regina Carter (1966)

- Jeffrey Eugenides (1960), schrijver
- James O'Barr (1960), striptekenaar/-schilder
- Courtney B. Vance (1960), acteur
- Tom Sizemore (1961-2023), acteur
- Juan Atkins (1962), dj/producer
- Grant Show (1962), acteur
- Eddie Fowlkes (1962) dj/producer
- Blake Baxter (1963), techno-dj en producer
- Robbie Buhl (1963), autocoureur
- Keith Ellison (1963), politicus
- Gail O'Grady (1963), actrice
- Derrick May (1963), dj/producer
- Jeff Mills (1963), dj/producer
- Blake Baxter (1963), dj/producer
- Mary Scheer (1963), actrice
- Sherilyn Fenn (1965), actrice
- Marguerite MacIntyre (1965), actrice
- Ted Raimi (1965), acteur
- Regina Carter (1966), jazzvioliste
- Anne Fletcher (1966), filmregisseur
- Dominic Antonelli (1967), astronaut
- B.J. Armstrong (1967), basketbalspeler
- Rick Peters (1967), acteur
- Danny Jacobs (1968), acteur, komiek en stemacteur
- Jamison Jones (1969), acteur, filmproducent, stuntman en scenarioschrijver
- Kenny Larkin (1969), dj/producer
- Carl Craig (1969), dj/producer
- Stacey Pullen (1969), dj/producer

### 1970–1979
- Cobi Jones (1970), voetballer
- Quincy Watts (1970), sprinter

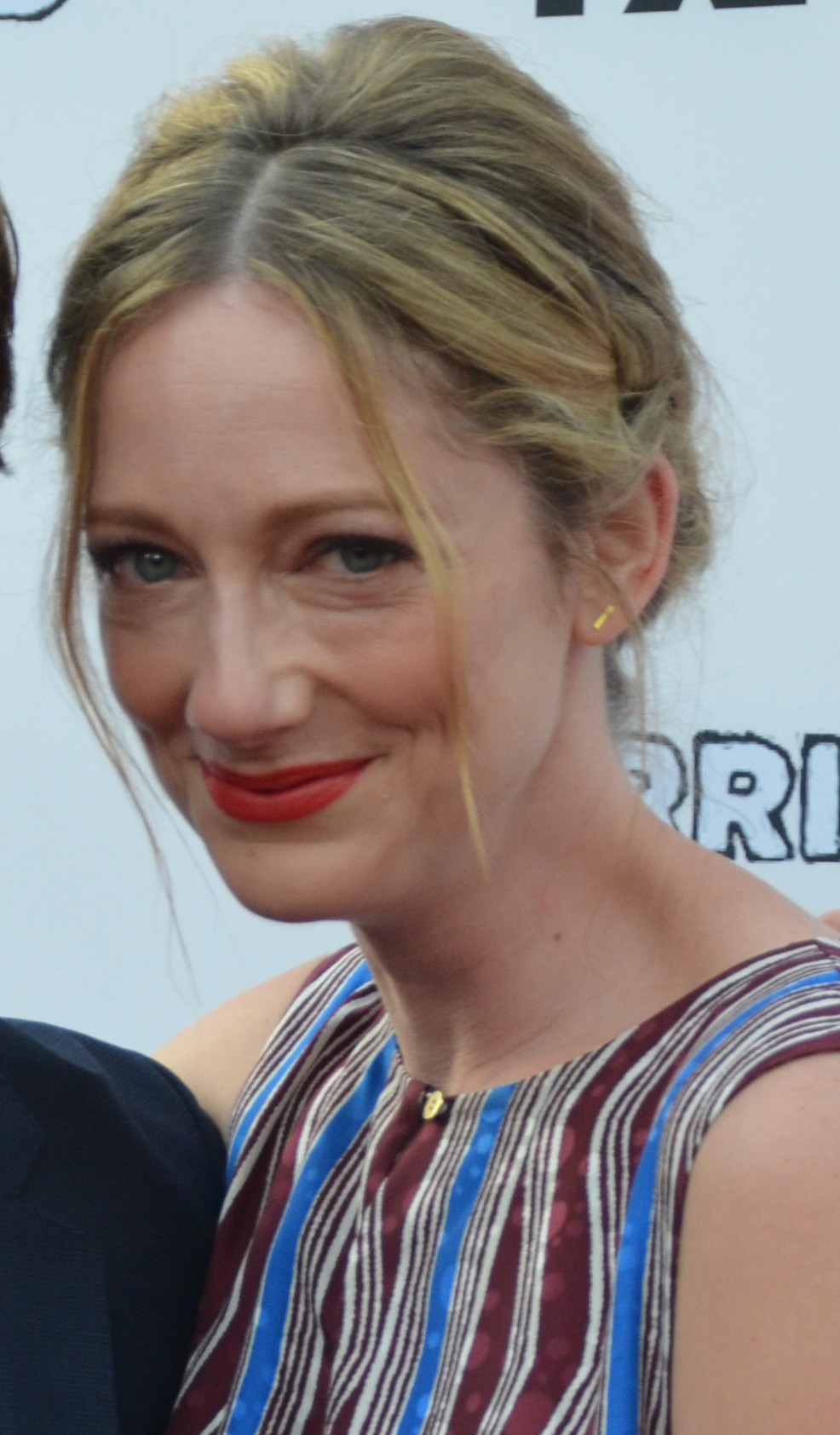
Actrice Judy Greer (1975)

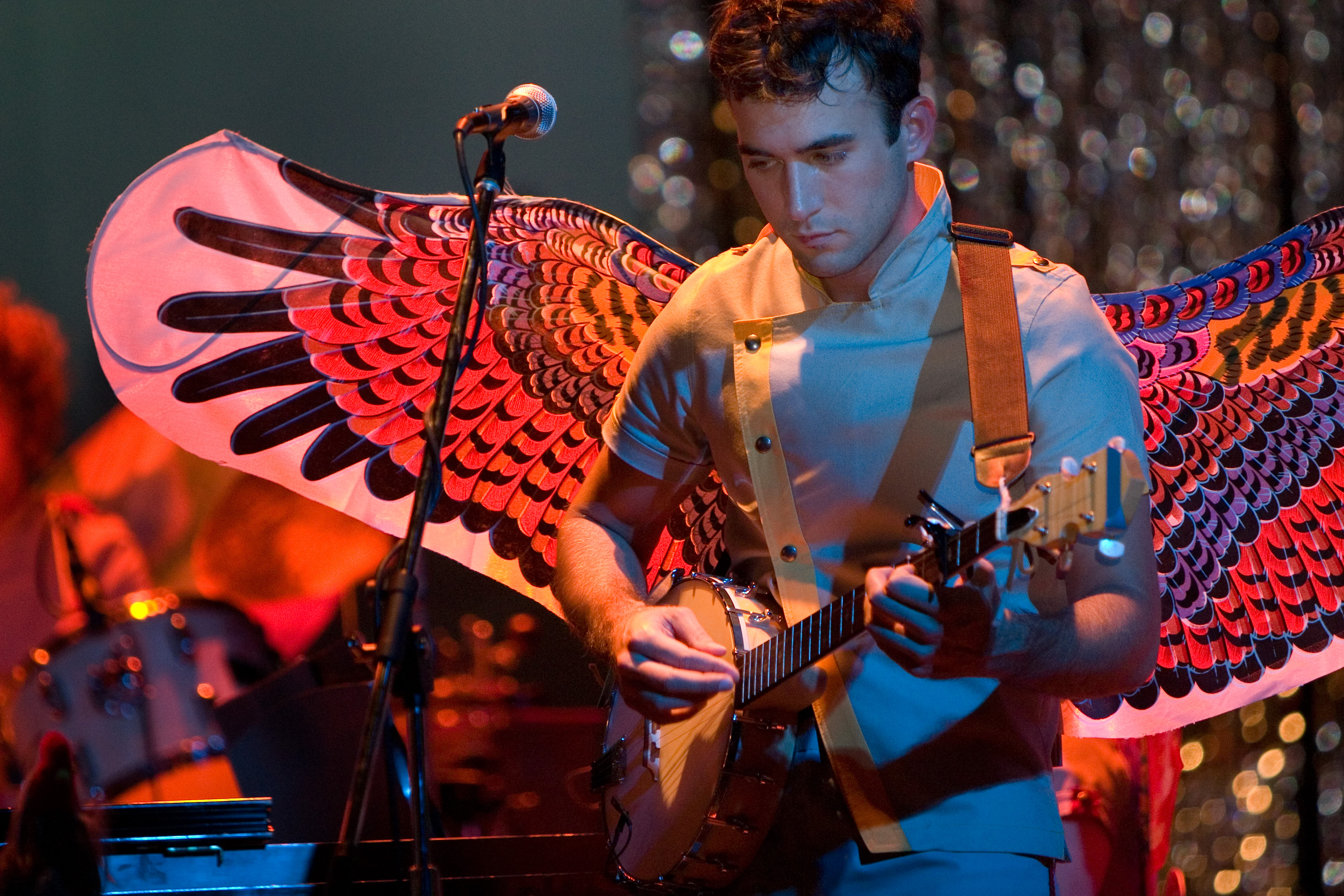
Muzikant Sufjan Stevens (1975)

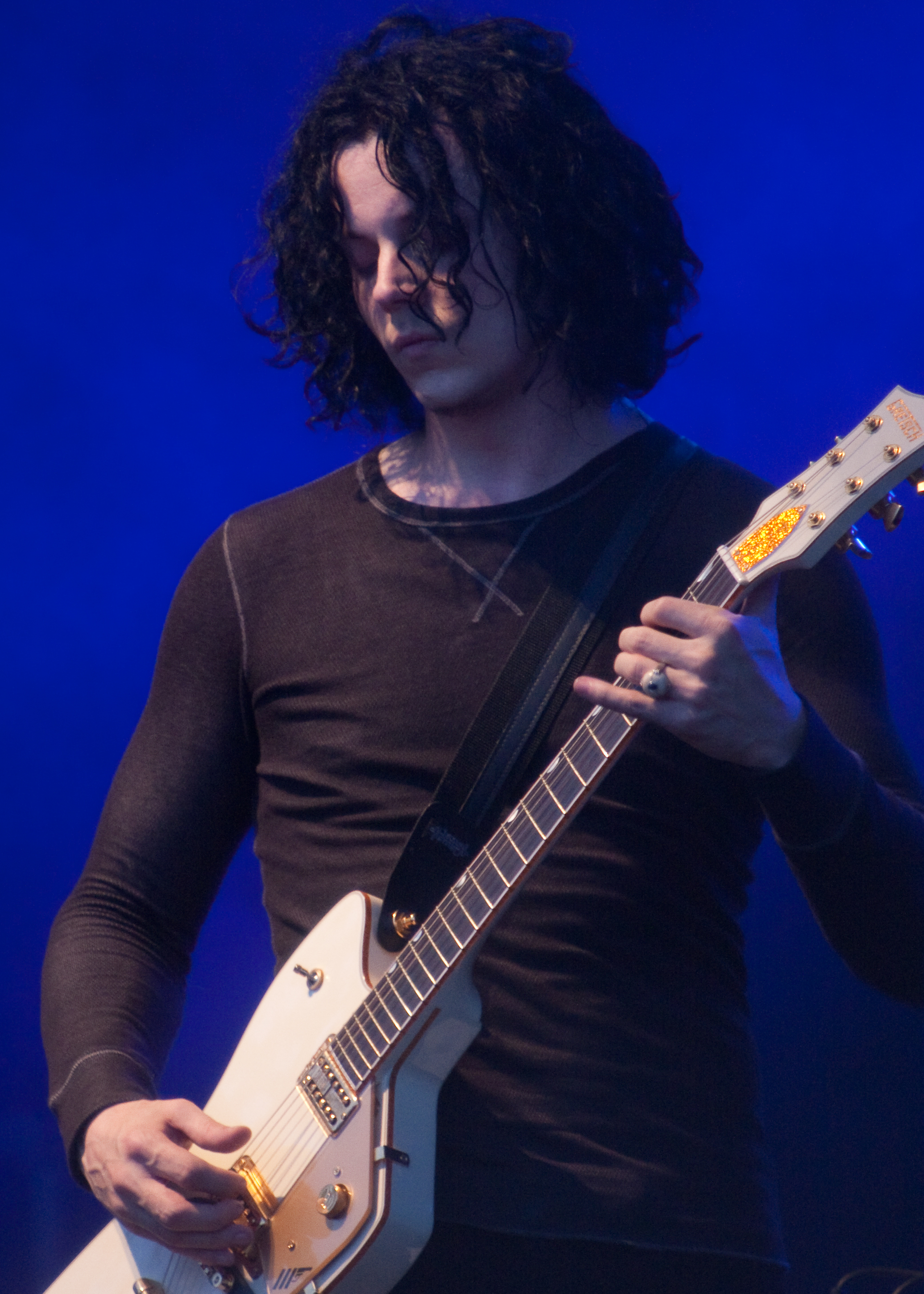
Muzikant Jack White (1975)

- Dwayne L. Barnes (1970), acteur, filmregisseur, filmproducent en scenarioschrijver
- Sharon Case (1971), actrice
- Nicki Micheaux (1971), actrice
- David Ramsey (1971), acteur
- Sam Turner (1971),  R&B zanger (Uncle Sam)
- Kon Artis (1972), producer en rapper
- Marc Kinchen (1972), dj/producer
- Puff Johnson (1972-2013), zangeres
- Proof (Deshaun Holton) (1973-2006), acteur en rapper
- Trick-Trick (1973), rapper
- Chris Webber (1973), basketballer
- Jake Kasdan (1974), film-televisieregisseur, film-televisieproducent en scenarioschrijver
- Mark Tremonti (1974), zanger, songwriter en gitarist
- Xzibit (Alvin Joiner) (1974) hiphopartiest, acteur en televisiepersoonlijkheid
- Myndy Crist (1975), actrice
- Terry Gerin (1975), worstelaar
- Judy Greer (1975), actrice
- Jack White (1975), muzikant, vooral bekend als lid van The White Stripes en The Raconteurs
- Sufjan Stevens (1975), muzikant
- Bizarre (1976), rapper
- Kuniva (1976), rapper
- Rashida Tlaib (1976), politica
- Michael Raymond-James (1977), acteur
- Royce da 5'9" (1977), rapper
- Obie Trice (1977), rapper
- Corina Morariu (1978), tennisspeelster
- Michael Russell (1978), tennisser
- Elisabeth Harnois (1979), actrice

### 1980–1999

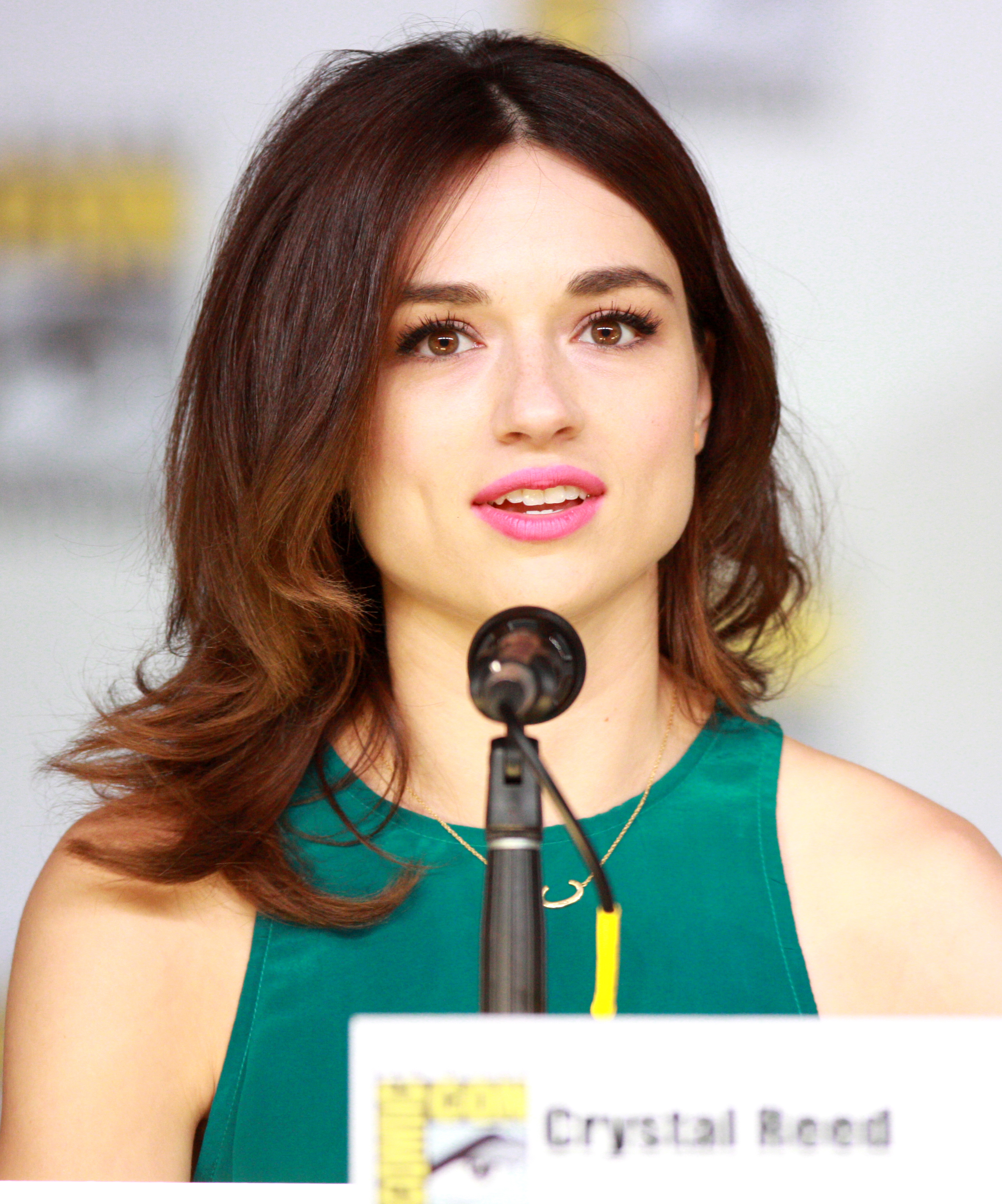
Actrice Crystal Reed (1985)

- Kristen Bell (1980), actrice en zangeres
- Charlie Hofheimer (1981), acteur, filmproducent, filmregisseur, scenarioschrijver en filmeditor
- Simone Missick (1982), actrice
- Jana Kramer (1983), actrice
- Patrick Martin (1983), worstelaar
- Carly Piper (1983), zwemster
- Jayson Blair (1984), acteur
- Brandon T. Jackson (1984), acteur, stand-upcomedian en rapper
- Amber Rayne (1984–2016), pornoactrice
- Crystal Reed (1985), actrice en model
- Lizzo (1988), singer-songwriter, rapper en actrice
- Mike Posner (1988), zanger
- Kyle Mack (1997), snowboarder